# Guerra FISA-FOCA
La guerra FISA - FOCA va ser un període de la història de la Fórmula 1 durant el qual la Fédération internationale du Sport Automobile (FISA), i l'Associació de Constructors de Fórmula 1 (FOCA) van competir pel poder i els diners de la Fórmula 1, fins al punt d'influir en el campionat. Aquesta lluita, que va tenir el seu punt més cruent en el període 1979-1982, no va acabar fins al 1987, amb la signatura per segona vegada del Pacte de la Concòrdia.

## Context
El campionat del món de Fórmula 1 havia estat organitzat pel seu organisme fundador Federació Internacional d'Automobilisme (FIA) dins de la Comissió Sportive Internationale (CSI).
A principis dels anys 70 els britànic Bernie Ecclestone (que havia comprat l'equip de Fórmula 1 Brabham al començament de la temporada de 1971) començà a esdevenir una figura clau en associar-se amb la majoria dels propietaris d'equips de Fórmula 1. Amb relativament poc temps va constituir la Associació de COnstructors de Fórmula 1 (FOCA). Els objectius de la FOCA se centraven en dos punts:
- Econòmic. Els ingressos generats per les carreres, així com les despeses ocasionades pels equips, s'havien incrementat considerablement, paral·lelament amb l'augment de l'interès del públic per aquest esport. En el seu moment una organització sense ànim de lucre com la Comissió Sportive Internationale (CSI) havia mostrat un fort interès en relació amb el desenvolupament comercial i els diners generats, proposant que els beneficis s'invertissin en l'organització d'altres esdeveniments esportius. Per la seva banda, els equips de la Fórmula 1, que cada cop havien d'invertir més recursos, creien que hi havia la possibilitat de generar més ingressos o bé que l'organització hauria de repartir una part dels beneficis als equips. En nom de la FOCA, Bernie Ecclestone va començar a tractar directament amb alguns dels organitzadors dels Grans Premis, garantint la presència dels equips a canvi d'una suma econòmica. D'aquesta manera la FOCA es convertí en un ens organitzador i començà a negociar amb els canals de televisió.
- Esportiu. L'organització estrictament esportiva del campionat del món és responsabilitat de la Comissió Sportive Internationale (CSI), però també en aquest cas la FOCA va pensar que tenia alguna cosa a dir i es va negar a deixar que la Comissió Sportive Internationale dictés els canvis normatius que impliquessin costos addicionals als equips.

El poder de la FOCA va anar creixent fins al punt que l'any 1978 va aconseguir alterar la decisió de la Comissió Sportive Internationale (CSI) que pretenia frenar els cotxes amb la introducció d'alerons en forma de faldilles. Aquests elements aerodinàmics permeten al cotxe tenir un millor flux d'aire per sota i, per tant, una millor adherència als revolts. Amb tot la Comissió Sportive Internationale (CSI) determinà que aquests alerons són un problema de seguretat perquè els circuits no estan adaptats a la circulació de manera segura dels cotxes.
Al començament de la temporada de 1978 la Comissió Sportive Internationale va anomenar president Jean-Marie Balestre, personatge acusat de col·laboracionisme durant l'ocupació alemanya de França, i sota el mandat del qual la CSI passaria a anomenar-se Fédération Internationale du Sport Automobile (FISA) des del mateix 1978.
Després que l'Associació de Constructors de Fórmula 1 hagués aconseguit aturar la intenció de la CSI de frenar els cotxes amb faldons, va exigir a la Fórmula 1 a l'any 1979 que els motors amb turbo estiguessin prohibits o almenys que el cubicatge del motor estigués limitat a 1.500 centímetres cúbics. Ara bé, el 1979, el motor turbo desenvolupat per Renault va assolir la seva primera victòria i tothom entenia que els motor turbo no trigarien massa temps en dominar la competició. La preocupació de la FOCA era que la tecnologia turbo era extremadament complexa i cara d'instal·lar i només els grans fabricants generalistes com Renault, FIAT (propietari de la Scuderia Ferrari) i Alfa Romeo s'ho podien permetre. La FOCA creia que els seus membres (principalment els muntadors britànics no se'n sortirien tan sols amb les innovacions aerodinàmiques), i que els principals motors V8 utilitzats com el Cosworth no podrien sobreviure a la revolució del turbo.
Per la seva banda, Jean-Marie Balestre i la FISA no van prendre en consideració les peticions de la FOCA de desterrar el turbo i els faldons. Juntament amb Renault (llavors només dissenyava els Turbos), Ferrari i Alfa Romeo la FISA iniciaren un procés legal i aconseguí sortir-se amb la seva. Com a reacció la FOCA feu un últim intent per prohibir que es complís aquest nou reglament a totes les carreres. D'aquesta manera es declarà la Guerra entre la FISA i la FOCA.

## Conseqüències pel campionat
Els dos principals punts de conflicte entre la FISA i FOCA eren la prohibició dels faldons per a la següent temporada i les negociacions directes que la FOCA mantenia amb els organitzadors de les curses i els canals de televisió, ometent el paper de la FISA. Davant la impossibilitat de trobar una solució de compromís, la FOCA va amenaçar d'organitzar un campionat paral·lel de Fórmula 1 i en aquest sentit creà la seva pròpia federació a finals de 1980: La Federació Mundial de Motor Sport.
Al Febrer de 1981, la FOCA compleix les amenaces i organitza el Gran Premi de Sud-àfrica a Kyalami, però l'efecte està molt lluny del que s'esperava: els participants són vailets menors de 19 anys i només s'obté el suport de Talbot i Ligier. Per la seva banda GoodYear, líder mundial en fabricant de pneumàtics, va amenaçar amb l'abandonament de la Fórmula 1 si no s'arribava a una definició de la situació.
D'aquesta forma la FOCA s'adonà que calia la participació de la FISA per organitzar un gran premi en condicions.

## El Pacte de la Concòrdia
És el 5 de març de 1981, quan la FISA i la FOCA es reuniren a la seu de la FIA a París situada a la Plaça de la Concòrdia, i es signà un acord, anomenat Pacte de la Concòrdia a partir del nom de la plaça. La FISA es reservà la facultat de redactar els reglaments tècnics i esportius, mentre que els beneficis obtinguts dels drets es dividirien entre la FISA i els equips, sobre la base dels resultats obtinguts per cadascú.
Addicionalment, la FOCA seguia tenint la possibilitat de desenvolupar negocis relacionats amb les carreres, en particular, amb la gestió de les negociacions amb els canals de televisió.
La temporada de Fórmula 1 de 1981 començà amb les noves normatives i prohibicions aplicades, però l'escuderia Brabham propietat de Bernie Ecclestone va cercar la manera de d'eludir la normativa, encara que el seu comportament va ser acceptat en virtut de l'acord FISA-FOCA.
La situació es va comlicar una mica més just abans de l'inici de la temporada de 1982. La FISA havia introduït una clàusula en les super llicències de conduir, la qual preveia que els pilots només podien conduir per l'equip pel qual estaven contractats cap altra. L'Associació de Conductors de Gran Premi (GPDA) liderada per Didier Pironi i Niki Lauda va organitzar una “vaga de conductors” al Gran Premi de Sud-àfrica del 1982 en protesta, que la majoria del pilots va recolzar (el pilot italià Teo Fabi va ser l'únic a no unir-se a la vaga). Després de llargs debats i negociacions entre la GPDA, la FISA i la FOCA, la disputa es va resoldre a favor dels conductors i la clàusula es va retirar.

## Les últimes provocacions
La temporada de 1982 a la Fórmula 1 va iniciar-se amb l'èxit dels cotxes amb motors turbo que començaven a distanciar-se sobre la resta, tot i que molta gent dubtava de si serien o no competitius per culpa dels problemes en l'acceleració. Bernie Ecclestone acordà amb BMW equipar els seus cotxes amb un motor turbo, mentre que altres fabricants seguien comprometent-se amb els motors Cosworth, després d'un decebedor debut a la primera cursa de tornada del motor Cosworth dels cotxes de l'equip Brabham. Els cotxes amb turbo però, tenien una debilitat: El pes. Uns 20 kg. més que els 580 kg, que estableix el reglament.
En posteriors carreres, doncs, com al Gran Premi de San Marino de 1982 en contra de les desqualificacions per les normatives al respecte, 14 cotxes no prenen sortida i els equips associats a la FOCA abandonen el Gran Premi. Així doncs, aquest estira-i-arronsa entre la FISA i la FOCA serà l'última. Bernie Ecclestone continuà la seva col·laboració amb BMW, mentre que els altres equips britànics principals establiren acords amb diversos fabricants pel subministrament de motors turbo, obrint un nou escenari per a la Fórmula 1.

## El segon Pacte de la Concòrdia
El Pacte de la Concòrdia estava previst per a un període de cinc anys, i el 1987 es van tornar a obrir les negociacions. En aquesta ocasió es va decidir que Bernie Ecclestone podria establir la seva pròpia companyia anomenada Fórmula 1 Promocions i Administració (FOPA), i aconseguir que la FOCA delegués els drets de televisió i tot allò que té relació amb la promoció de la Fórmula 1. El mateix any, Bernie Ecclestone va vendre el seu equip i va ser nomenat vicepresident de la FIA, el xoc entre FISA-FOCA va donar-se per acabat en aquell instant.